# Начальник Генерального штабу Армії Республіки Македонія
Начальник Генерального штабу АРМ — функція, яку виконує особа, яка очолює Генеральний штаб АРМ. Цю функцію виконують військовослужбовці у званні генерала. 
Першим начальником після здобуття незалежності був Митре Арсовський, призначений у 1992 році, а нинішній начальник – генерал-майор Васько Гюрчіновський, призначений 2018 року. Поки що Панде Петровський служив найкоротше, всього близько 3 місяців, а Мирослав Стояновський найдовше, близько 6 років.
| Ім'я                  | На службі     |
| --------------------- | ------------- |
| Митре Арсовський      | 1992-1993 рр. |
| Драголюб Боцінов      | 1993-1996 рр. |
| Трайче Крстевський    | 1996-2000 рр. |
| Йован Андревський     | 2000-2001 рр. |
| Панде Петровський     | 2001-2001 рр. |
| Методій Стамболіський | 2001-2004 рр. |
| Георгі Боядзієв       | 2004-2005 рр. |
| Мирослав Стояновський | 2005-2011 рр. |
| Горанчо Котеський     | 2011-2015 рр. |
| Методій Величковський | 2015-2018 рр. |
| Васько Гюрчиновський  | 2018-         |

## Зовнішні посилання
- Начальник Генерального штабу АРМ Архивирано 15 Січень 2019 року г.
- Колишні начальники Генерального штабу АРМ